# آر. وينستون موريس
آر. وينستون موريس (بالإنجليزية: R. Winston Morris)‏ هو معلم موسيقى ومؤلف وكاتب وملحن أمريكي، ولد في 19 يناير 1941.